# Paul Romer
Paul Michael Romer  (født 7. november 1955) er økonom og professor ved New York University. I 2016-18 var han cheføkonom i Verdensbanken. Han er kendt for sit arbejde indenfor økonomisk vækst, hvor han med nogle banebrydende artikler i slutningen af 1980'erne var en af pionererne indenfor området endogen vækst. Han modtog sammen med William Nordhaus i 2018 Nobelprisen i økonomi. Romer modtog prisen "for integration af teknologisk innovation i langsigtede makroøkonomiske analyser", en henvisning til hans modellering af endogen vækst.

## Endogen vækst
Længe inden Romer, f.eks. i den ældre vækstmodel Solow-modellen opkaldt efter den tidligere Nobelprisvinder Robert Solow, hvis vækstmodel vandt udbredelse allerede i 1950'erne, var det anerkendt, at den vigtigste kilde til langsigtet økonomisk vækst er teknologiske fremskridt. Disse blev imidlertid i Solowmodellen blot opfattet som noget, der fandt sted automatisk udenfor modellen. I modsætning hertil gravede teorierne om endogen vækst, der fik deres gennembrud omkring 1990, et spadestik dybere og forsøgte indenfor modellerne at beskrive de mekanismer, der forårsager teknologiske fremskridt, dvs. aktiviteter som uddannelse, forskning og udvikling af nye produkter, som et resultat af bevidst menneskelig aktivitet, der dermed også kan påvirkes af forskellige incitamenter. Dermed vil f.eks. økonomisk politik som subsidiering af forskning og uddannelse kunne påvirke den langsigtede vækstrate positivt - noget, som ikke var en mulighed i de tidligere økonomiske vækstmodeller.

## Romers banebrydende bidrag
Romers vigtigste bidrag var artiklen "Endogenous Technical Change", som blev udgivet i tidsskriftet "Journal of Political Economy" i 1990. Med denne ene artikel grundlagde han praktisk taget hele det moderne forskningsområde. Romer demonstrerede, at stater kunne påvirke de langsigtede økonomiske vækstrater via lovgivning om intellektuelle ejendomsrettigheder (patentlovgivning), uddannelse og oplæring af forskere og subsidier til aktiviteter indenfor forskning og udvikling. Artiklen kan ses som et levende eksempel på Einsteins udtalelse om, at det er teorien, der bestemmer, hvad vi kan observere.
Inspireret af disse tanker begyndte andre økonomiske forskere straks at undersøge, om andre former for økonomisk politik eller finansielle, juridiske eller politiske institutioner også kunne påvirke den langsigtede økonomiske vækst. Nye tidsskrifter om emnet dukkede op, og det samme var tilfældet for en lang række bøger, skrevet af mange fremtrædende økonomer.

## Romers senere karriere
Romer prøvede en tid at holde sig i teten af denne nye forskning, begyndte at arbejde på endogene ændringer af smag og præferencer, men gav så op. Han grundlagde en onlinevirksomhed, Aplia, solgte den og opsagde sin stilling på Stanford University for at engagere sig som talsmand for skabelsen af såkaldte "charter cities", byer med et særligt styre, som ideelt set skulle gøre vilkårene for hurtig økonomisk vækst meget favorable, rundt om i verden. Han blev ansat ved Stern School of Business at New York University, grundlagde centeret Marron Institute of Urban Management på universitetet og forlod så stedet for at få en kort og tumultarisk tid som cheføkonom i Verdensbanken. Indimellem angreb han offentligt nogle af sine mest kendte fagfæller for det, han kaldte "mathiness", dvs. en overdreven brug af abstrakt matematik i økonomi til at indhylle ideologiske påstande, især indenfor makroøkonomi, hvis tilstand han har kritiseret kraftigt. I dag er han igen professor på New York University.